# Gregory Pitl
Gregory Pitl (* 18. September 1982 in Augsburg) ist ein deutscher Schachspieler.

## Leben
Nach dem Besuch des Maria-Theresia-Gymnasiums in Augsburg studierte Pitl Wirtschaftsmathematik an der Universität Augsburg. Er war wissenschaftlicher Mitarbeiter der Universität Augsburg und wohnt in Augsburg-Bergheim. Neben dem Schach spielt er auch Fußball in der Kreisliga Augsburg-Süd beim SV Bergheim. Er hat zwei Geschwister, einen Bruder und eine Schwester. Sein Vater Johannes Pitl ist ein pensionierter Volljurist, der im Jahr 2007 vom Weltschachbund (FIDE) den Titel eines Internationalen Organisators verliehen bekam. Diese Ehrung erhielten in Deutschland bisher weniger als eine Handvoll Menschen.

## Erfolge

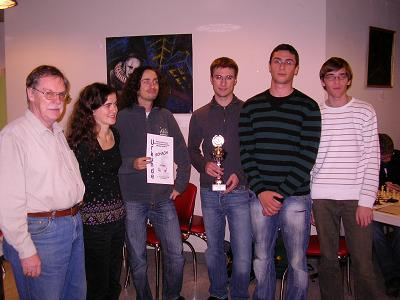
Augusta Vindelicorum mit Gregory Pitl, Korbinian Nuber, Boris Grimberg und Christian Billing (links Organisatoren Klaus Norbert Münch und Katarzyna Woniak), Augsburg 2009

Als Jugendspieler erzielte Pitl insgesamt neun Landesmeister-Titel. 1995 wurde er Bayerischer Rapid-Meister (Schnellschach) der U 13, von 1995 bis 2002 in ununterbrochener Reihenfolge Blitz-Bayernmeister.
Im September 2006 wurde Pitl der Titel eines Internationaler Meisters unter dem Vorbehalt verliehen, dass er eine Elo-Zahl von mindestens 2400 erreicht. Die erste Norm hierfür erreichte er bei einem GM-Turnier im Januar 2004 in Augsburg, die zweite Norm im August 2005 im tschechischen Olmütz und die dritte Norm im April 2006 beim 10. Neckar-Open in Deizisau. Die erforderliche Elo-Zahl erreichte Pitl im Oktober 2007.
Im September 2007 gewann er das 18. Casino Open in Seefeld in Tirol. Beim 11. Internationalen Open 2009 in Barcelona mit 300 Teilnehmern im A-Turnier aus 33 Nationen mit 16 Großmeistern und 26 Internationalen Meistern gelang Pitl ein Sieg gegen Großmeister Vitaly Kunin und ein „Marathonremis“ nach über 60 Zügen mit dem designierten Großmeister Leonid Milov.
2009 konnte er in Augsburg mit der Mannschaft Augusta Vindelicorum (Augsburg) den dritten Platz bei der Offenen Internationalen Bayerischen Hochschul-Mannschaftsmeisterschaft belegen.
In Deutschland spielte er für den SK 1908 Göggingen, bei dem sein Vater Johannes Präsident ist und auch sein älterer Bruder Jarno spielt; alle drei haben auch schon gemeinsam in der ersten Mannschaft gespielt. Gregory Pitl ist Kapitän des neu gegründeten BCA Augsburg, der ab 2017 die Spielberechtigung des SK 1908 Göggingen in der 2. Bundesliga Ost übernommen hat und seit der Saison 2018/19 in der 1. Bundesliga spielt. In Österreich spielte er in der 2. Liga West und später in der 1. Bundesliga für Wüstenrot Inter Salzburg Süd, in der katalanischen Divisio Honor für Barberà.